# Гай Юний Донат
Вижте пояснителната страница за други личности с името Донат.
Гай Юний Донат (на латински: Gaius Iunius Donatus) е политик и сенатор на Римската империя през 3 век.
Донат е суфектконсул през 257 г., след това е praefectus urbi на Рим. През 260 г. е консул заедно с Публий Корнелий Секуларис.